# 2021–2022-es EHF-bajnokok ligája (csoportkör)
Ez a cikk ismerteti a 2021–2022-es EHF-bajnokok ligája csoportkörének az eredményeit.

## Formátum
A csoportkörbe jutott 16 csapatot két csoportba sorolták. A csoportokból a csoportgyőztes és a második helyezett egyből a negyeddöntőbe jut, a 3-6. helyezettek pedig a nyolcaddöntőbe.
Azonos pontszám esetén az alábbiak szerint döntik el a sorrendet:
1. Egymás elleni mérkőzéseken szerzett több pont,
2. Egymás elleni mérkőzések alapján számolt gólkülönbség,
3. Egymás elleni mérkőzéseken lőtt több gól,
4. A csoport összes meccse alapján számolt gólkülönbség,
5. A csoportban lőtt gólok száma,
6. Sorsolás.

## Kiemelés
A csoportkör sorsolását 2021. július 2-án tartották Bécsben. A 16 csapatot két csoportba sorolták oly módon, hogy két azonos nemzetbeli csapat ne kerüljön egy csoportba.
| 1-es kalap                                         | 2-es kalap                                     | 3-as kalap                                                                 | 4-es kalap                                                    |
| -------------------------------------------------- | ---------------------------------------------- | -------------------------------------------------------------------------- | ------------------------------------------------------------- |
| Paris Saint-Germain THW Kiel Barcelona Pick Szeged | Vardar Szkopje Vive Targi Kielce Aalborg Porto | Telekom Veszprém KC Flensburg-Handewitt Meskov Breszt Montpellier Handball | Motor Zaporizzsja Zagreb Elverum Håndball CS Dinamo București |

## Csoportkör

### A csoport
| #  | Csapat           | M  | Gy | D | V | G+  | G–  | Gk  | P  |
| -- | ---------------- | -- | -- | - | - | --- | --- | --- | -- |
| 1. | Aalborg          | 12 | 9  | 0 | 3 | 389 | 354 | +35 | 18 |
| 2. | THW Kiel         | 12 | 8  | 1 | 3 | 389 | 368 | +21 | 17 |
| 3. | Montpellier      | 12 | 7  | 2 | 3 | 364 | 347 | +17 | 16 |
| 4. | Pick Szeged      | 12 | 7  | 2 | 3 | 356 | 339 | +17 | 16 |
| 5. | Vardar Szkopje   | 12 | 4  | 1 | 7 | 330 | 338 | –8  | 9  |
| 6. | Elverum Håndball | 12 | 3  | 2 | 7 | 363 | 383 | –20 | 8  |
| 7. | RK Zagreb        | 12 | 3  | 2 | 7 | 299 | 326 | –27 | 8  |
| 8. | Meskov Breszt    | 12 | 1  | 2 | 9 | 342 | 377 | –35 | 4  |

| 2021. szeptember 15. 18:45 | Meskov Breszt   | 30–33       | THW Kiel  | Universal Sports Complex Victoria, Breszt Nézőszám: 1650 Játékvezetők: Erdoğan, Özdeniz (TUR) |
| 2021. szeptember 15. 18:45 | három játékos 6 | (15–18)     | Ekberg 11 | Universal Sports Complex Victoria, Breszt Nézőszám: 1650 Játékvezetők: Erdoğan, Özdeniz (TUR) |
| 2021. szeptember 15. 18:45 | 2× 1×           | Jegyzőkönyv | 3× 2×     | Universal Sports Complex Victoria, Breszt Nézőszám: 1650 Játékvezetők: Erdoğan, Özdeniz (TUR) |

| 2021. szeptember 15. 18:45 | Montpellier     | 29–29       | Pick Szeged | Sud de France Arena, Montpellier Nézőszám: 3500 Játékvezetők: Santos, Fonseca (POR) |
| 2021. szeptember 15. 18:45 | három játékos 3 | (14–15)     | Frimmel 8   | Sud de France Arena, Montpellier Nézőszám: 3500 Játékvezetők: Santos, Fonseca (POR) |
| 2021. szeptember 15. 18:45 | 3× 1×           | Jegyzőkönyv | 1× 2×       | Sud de France Arena, Montpellier Nézőszám: 3500 Játékvezetők: Santos, Fonseca (POR) |

| 2021. szeptember 15. 18:45 | Elverum Håndball | 27–27       | Vardar Szkopje | Terningen Arena, Elverum Nézőszám: 940 Játékvezetők: Horáček, Novotný (CZE) |
| 2021. szeptember 15. 18:45 | Heldal, Máthé 6  | (13–13)     | Toto 6         | Terningen Arena, Elverum Nézőszám: 940 Játékvezetők: Horáček, Novotný (CZE) |
| 2021. szeptember 15. 18:45 | 1×               | Jegyzőkönyv | 4× 1×          | Terningen Arena, Elverum Nézőszám: 940 Játékvezetők: Horáček, Novotný (CZE) |

| 2021. szeptember 15. 20:45 | RK Zagreb         | 24–34       | Aalborg    | Arena Zagreb, Zágráb Nézőszám: 325 Játékvezetők: Marín, García (ESP) |
| 2021. szeptember 15. 20:45 | Mandić, Klarica 5 | (14–18)     | Barthold 9 | Arena Zagreb, Zágráb Nézőszám: 325 Játékvezetők: Marín, García (ESP) |
| 2021. szeptember 15. 20:45 | 6× 1×             | Jegyzőkönyv | 4×         | Arena Zagreb, Zágráb Nézőszám: 325 Játékvezetők: Marín, García (ESP) |

| 2021. szeptember 22. 18:45 | Pick Szeged | 30–21       | RK Zagreb        | Városi Sportcsarnok, Szeged Nézőszám: 2500 Játékvezetők: Schulze, Tönnies (GER) |
| 2021. szeptember 22. 18:45 | Šoštarič 7  | (10–7)      | Klis, Vistorop 4 | Városi Sportcsarnok, Szeged Nézőszám: 2500 Játékvezetők: Schulze, Tönnies (GER) |
| 2021. szeptember 22. 18:45 | 5× 2×       | Jegyzőkönyv | 2× 2×            | Városi Sportcsarnok, Szeged Nézőszám: 2500 Játékvezetők: Schulze, Tönnies (GER) |

| 2021. szeptember 22. 18:45 | Aalborg    | 36–28       | Montpellier  | Gigantium, Aalborg Nézőszám: 4237 Játékvezetők: Mandák, Rudinský (SVK) |
| 2021. szeptember 22. 18:45 | Sandell 11 | (18–13)     | Villeminot 7 | Gigantium, Aalborg Nézőszám: 4237 Játékvezetők: Mandák, Rudinský (SVK) |
| 2021. szeptember 22. 18:45 | 4× 1×      | Jegyzőkönyv | 7×           | Gigantium, Aalborg Nézőszám: 4237 Játékvezetők: Mandák, Rudinský (SVK) |

| 2021. szeptember 22. 20:45 | Vardar Szkopje | 35–27       | Meskov Breszt | Jane Sandanski Arena, Szkopje Nézőszám: 1950 Játékvezetők: Brkic, Jusufhodzic (AUT) |
| 2021. szeptember 22. 20:45 | Nyokas 8       | (19–13)     | Kašpárek 6    | Jane Sandanski Arena, Szkopje Nézőszám: 1950 Játékvezetők: Brkic, Jusufhodzic (AUT) |
| 2021. szeptember 22. 20:45 | 7× 2×          | Jegyzőkönyv | 5× 3×         | Jane Sandanski Arena, Szkopje Nézőszám: 1950 Játékvezetők: Brkic, Jusufhodzic (AUT) |

| 2021. szeptember 22. 20:45 | THW Kiel   | 41–36       | Elverum Håndball | Sparkassen-Arena, Kiel Nézőszám: 4622 Játékvezetők: Pichon, Reveret (FRA) |
| 2021. szeptember 22. 20:45 | Reinkind 7 | (20–20)     | Johansson 7      | Sparkassen-Arena, Kiel Nézőszám: 4622 Játékvezetők: Pichon, Reveret (FRA) |
| 2021. szeptember 22. 20:45 | 1× 2×      | Jegyzőkönyv | 4× 2×            | Sparkassen-Arena, Kiel Nézőszám: 4622 Játékvezetők: Pichon, Reveret (FRA) |

| 2021. szeptember 29. 18:45 | Vardar Szkopje | 30–28       | Aalborg         | Jane Sandanski Arena, Szkopje Nézőszám: 2000 Játékvezetők: Nikolić, Stojković (SRB) |
| 2021. szeptember 29. 18:45 | Nyokas 7       | (16–16)     | három játékos 5 | Jane Sandanski Arena, Szkopje Nézőszám: 2000 Játékvezetők: Nikolić, Stojković (SRB) |
| 2021. szeptember 29. 18:45 | 3× 2×          | Jegyzőkönyv | 1× 3×           | Jane Sandanski Arena, Szkopje Nézőszám: 2000 Játékvezetők: Nikolić, Stojković (SRB) |

| 2021. szeptember 29. 20:45 | RK Zagreb | 27–27       | Elverum Håndball | Arena Zagreb, Zágráb Nézőszám: 500 Játékvezetők: Lah, Sok (SLO) |
| 2021. szeptember 29. 20:45 | Čupić 7   | (14–11)     | három játékos 5  | Arena Zagreb, Zágráb Nézőszám: 500 Játékvezetők: Lah, Sok (SLO) |
| 2021. szeptember 29. 20:45 | 3× 2×     | Jegyzőkönyv | 5× 2×            | Arena Zagreb, Zágráb Nézőszám: 500 Játékvezetők: Lah, Sok (SLO) |

| 2021. szeptember 30. 18:45 | Meskov Breszt    | 25–28       | Pick Szeged  | Universal Sports Complex Victoria, Breszt Nézőszám: 1350 Játékvezetők: Pavićević, Ražnatović (MNE) |
| 2021. szeptember 30. 18:45 | Skube, Vranješ 4 | (12–16)     | Garciandia 7 | Universal Sports Complex Victoria, Breszt Nézőszám: 1350 Játékvezetők: Pavićević, Ražnatović (MNE) |
| 2021. szeptember 30. 18:45 | 3× 1×            | Jegyzőkönyv | 2× 1×        | Universal Sports Complex Victoria, Breszt Nézőszám: 1350 Játékvezetők: Pavićević, Ražnatović (MNE) |

| 2021. szeptember 30. 20:45 | Montpellier  | 37–30       | THW Kiel | Sud de France Arena, Montpellier Nézőszám: 4000 Játékvezetők: Stark, Stefan (ROU) |
| 2021. szeptember 30. 20:45 | Villeminot 8 | (18–14)     | Ekberg 9 | Sud de France Arena, Montpellier Nézőszám: 4000 Játékvezetők: Stark, Stefan (ROU) |
| 2021. szeptember 30. 20:45 | 2× 2×        | Jegyzőkönyv | 3× 1×    | Sud de France Arena, Montpellier Nézőszám: 4000 Játékvezetők: Stark, Stefan (ROU) |

| 2021. október 13. 18:45 | THW Kiel   | 36–28       | RK Zagreb         | Sparkassen-Arena, Kiel Nézőszám: 5413 Játékvezetők: Andorka, Hucker (HUN) |
| 2021. október 13. 18:45 | Reinkind 8 | (18–15)     | Čupić, Vistorop 6 | Sparkassen-Arena, Kiel Nézőszám: 5413 Játékvezetők: Andorka, Hucker (HUN) |
| 2021. október 13. 18:45 | 4× 1×      | Jegyzőkönyv | 3× 3×             | Sparkassen-Arena, Kiel Nézőszám: 5413 Játékvezetők: Andorka, Hucker (HUN) |

| 2021. október 13. 18:45 | Aalborg | 34–33       | Meskov Breszt | Gigantium, Aalborg Nézőszám: 4144 Játékvezetők: Kurtagic, Wetterwik (SWE) |
| 2021. október 13. 18:45 | Claar 8 | (18–18)     | Bonnefond 8   | Gigantium, Aalborg Nézőszám: 4144 Játékvezetők: Kurtagic, Wetterwik (SWE) |
| 2021. október 13. 18:45 | 3×      | Jegyzőkönyv | 4×            | Gigantium, Aalborg Nézőszám: 4144 Játékvezetők: Kurtagic, Wetterwik (SWE) |

| 2021. október 13. 20:45 | Vardar Szkopje | 25–31       | Montpellier       | Jane Sandanski Arena, Szkopje Nézőszám: 3200 Játékvezetők: Marín, García (ESP) |
| 2021. október 13. 20:45 | Gyibirov 7     | (11–15)     | Bos, Villeminot 7 | Jane Sandanski Arena, Szkopje Nézőszám: 3200 Játékvezetők: Marín, García (ESP) |
| 2021. október 13. 20:45 | 2× 1×          | Jegyzőkönyv | 4× 2×             | Jane Sandanski Arena, Szkopje Nézőszám: 3200 Játékvezetők: Marín, García (ESP) |

| 2021. október 14. 18:45 | Pick Szeged | 30–34       | Elverum Håndball | Városi Sportcsarnok, Szeged Nézőszám: 2800 Játékvezetők: Nikolić, Stojković (SRB) |
| 2021. október 14. 18:45 | Bánhidi 6   | (15–19)     | Grøndahl 9       | Városi Sportcsarnok, Szeged Nézőszám: 2800 Játékvezetők: Nikolić, Stojković (SRB) |
| 2021. október 14. 18:45 | 3× 1×       | Jegyzőkönyv | 2× 2× 1×         | Városi Sportcsarnok, Szeged Nézőszám: 2800 Játékvezetők: Nikolić, Stojković (SRB) |

| 2021. október 20. 18:45 | THW Kiel  | 32–32       | Pick Szeged | Sparkassen-Arena, Kiel Játékvezetők: Mandák, Rudinský (SVK) |
| 2021. október 20. 18:45 | Pekeler 8 | (17–14)     | Šoštarič 5  | Sparkassen-Arena, Kiel Játékvezetők: Mandák, Rudinský (SVK) |
| 2021. október 20. 18:45 | 4× 1×     | Jegyzőkönyv | 3× 1×       | Sparkassen-Arena, Kiel Játékvezetők: Mandák, Rudinský (SVK) |

| 2021. október 20. 18:45 | Aalborg      | 33–29       | Vardar Szkopje | Gigantium, Aalborg Nézőszám: 4755 Játékvezetők: Bíró, Kiss (HUN) |
| 2021. október 20. 18:45 | Pálmarsson 8 | (16–13)     | Gyibirov 9     | Gigantium, Aalborg Nézőszám: 4755 Játékvezetők: Bíró, Kiss (HUN) |
| 2021. október 20. 18:45 | 5×           | Jegyzőkönyv | 5× 1×          | Gigantium, Aalborg Nézőszám: 4755 Játékvezetők: Bíró, Kiss (HUN) |

| 2021. október 20. 18:45 | Elverum Håndball | 30–25       | RK Zagreb | Terningen Arena, Elverum Nézőszám: 2000 Játékvezetők: Stark, Stefan (ROU) |
| 2021. október 20. 18:45 | három játékos 5  | (17–14)     | Ćavar 6   | Terningen Arena, Elverum Nézőszám: 2000 Játékvezetők: Stark, Stefan (ROU) |
| 2021. október 20. 18:45 | 2×               | Jegyzőkönyv | 5×        | Terningen Arena, Elverum Nézőszám: 2000 Játékvezetők: Stark, Stefan (ROU) |

| 2021. október 20. 20:45 | Montpellier | 32–26       | Meskov Breszt | Sud de France Arena, Montpellier Nézőszám: 4000 Játékvezetők: Mažeika, Gatelis (LTU) |
| 2021. október 20. 20:45 | Bos 11      | (14–12)     | Bonnefond 5   | Sud de France Arena, Montpellier Nézőszám: 4000 Játékvezetők: Mažeika, Gatelis (LTU) |
| 2021. október 20. 20:45 | 4× 1×       | Jegyzőkönyv | 2×            | Sud de France Arena, Montpellier Nézőszám: 4000 Játékvezetők: Mažeika, Gatelis (LTU) |

| 2021. október 27. 18:45 | Pick Szeged     | 31–28       | Aalborg    | Városi Sportcsarnok, Szeged Nézőszám: 3000 Játékvezetők: Lah, Sok (SLO) |
| 2021. október 27. 18:45 | három játékos 5 | (17–13)     | Barthold 8 | Városi Sportcsarnok, Szeged Nézőszám: 3000 Játékvezetők: Lah, Sok (SLO) |
| 2021. október 27. 18:45 | 5× 2× 1×        | Jegyzőkönyv | 4× 2×      | Városi Sportcsarnok, Szeged Nézőszám: 3000 Játékvezetők: Lah, Sok (SLO) |

| 2021. október 27. 20:45 | Vardar Szkopje | 26–29       | THW Kiel  | Jane Sandanski Arena, Szkopje Nézőszám: 3000 Játékvezetők: Brunner, Salah (SUI) |
| 2021. október 27. 20:45 | Gyibirov 10    | (13–10)     | Duvnjak 7 | Jane Sandanski Arena, Szkopje Nézőszám: 3000 Játékvezetők: Brunner, Salah (SUI) |
| 2021. október 27. 20:45 | 4×             | Jegyzőkönyv | 4× 1×     | Jane Sandanski Arena, Szkopje Nézőszám: 3000 Játékvezetők: Brunner, Salah (SUI) |

| 2021. október 27. 20:45 | RK Zagreb | 22–25       | Montpellier | Arena Zagreb, Zágráb Nézőszám: 350 Játékvezetők: Horáček, Novotný (CZE) |
| 2021. október 27. 20:45 | Čupić 7   | (13–12)     | Bos 7       | Arena Zagreb, Zágráb Nézőszám: 350 Játékvezetők: Horáček, Novotný (CZE) |
| 2021. október 27. 20:45 | 2× 1×     | Jegyzőkönyv | 3× 1×       | Arena Zagreb, Zágráb Nézőszám: 350 Játékvezetők: Horáček, Novotný (CZE) |

| 2021. október 28. 18:45 | Meskov Breszt | 27–30       | Elverum Håndball | Universal Sports Complex Victoria, Breszt Nézőszám: 920 Játékvezetők: Horváth, Marton (HUN) |
| 2021. október 28. 18:45 | Vranješ 7     | (11–14)     | Grøndahl 9       | Universal Sports Complex Victoria, Breszt Nézőszám: 920 Játékvezetők: Horváth, Marton (HUN) |
| 2021. október 28. 18:45 | 6× 2×         | Jegyzőkönyv | 4× 2×            | Universal Sports Complex Victoria, Breszt Nézőszám: 920 Játékvezetők: Horváth, Marton (HUN) |

| 2021. november 17. 18:45 | Meskov Breszt | 30–30       | RK Zagreb | Universal Sports Complex Victoria, Breszt Nézőszám: 1220 Játékvezetők: Baďura, Ondogrecula (SVK) |
| 2021. november 17. 18:45 | Kašpárek 6    | (11–14)     | Čupić 7   | Universal Sports Complex Victoria, Breszt Nézőszám: 1220 Játékvezetők: Baďura, Ondogrecula (SVK) |
| 2021. november 17. 18:45 | 3× 2×         | Jegyzőkönyv | 2× 1×     | Universal Sports Complex Victoria, Breszt Nézőszám: 1220 Játékvezetők: Baďura, Ondogrecula (SVK) |

| 2021. november 17. 18:45 | Elverum Håndball | 30–37       | Montpellier | Terningen Arena, Elverum Nézőszám: 2430 Játékvezetők: Schulze, Tönnies (GER) |
| 2021. november 17. 18:45 | Máthé 7          | (15–20)     | Descat 9    | Terningen Arena, Elverum Nézőszám: 2430 Játékvezetők: Schulze, Tönnies (GER) |
| 2021. november 17. 18:45 | 5× 1×            | Jegyzőkönyv | 3×          | Terningen Arena, Elverum Nézőszám: 2430 Játékvezetők: Schulze, Tönnies (GER) |

| 2021. november 18. 18:45 | THW Kiel          | 31–28       | Aalborg | Sparkassen-Arena, Kiel Nézőszám: 6233 Játékvezetők: Gubica, Milošević (CRO) |
| 2021. november 18. 18:45 | Ekberg, Pekeler 7 | (17–14)     | Juul 8  | Sparkassen-Arena, Kiel Nézőszám: 6233 Játékvezetők: Gubica, Milošević (CRO) |
| 2021. november 18. 18:45 | 6×                | Jegyzőkönyv | 6×      | Sparkassen-Arena, Kiel Nézőszám: 6233 Játékvezetők: Gubica, Milošević (CRO) |

| 2021. november 18. 18:45 | Pick Szeged | 34–31       | Vardar Szkopje | Városi Sportcsarnok, Szeged Nézőszám: 3000 Játékvezetők: Elíasson, Pálsson (ISL) |
| 2021. november 18. 18:45 | Frimmel 9   | (17–15)     | Gyibirov 7     | Városi Sportcsarnok, Szeged Nézőszám: 3000 Játékvezetők: Elíasson, Pálsson (ISL) |
| 2021. november 18. 18:45 | 4×          | Jegyzőkönyv | 4× 1×          | Városi Sportcsarnok, Szeged Nézőszám: 3000 Játékvezetők: Elíasson, Pálsson (ISL) |

| 2021. november 24. 18:45 | Aalborg | 35–33       | THW Kiel | Gigantium, Aalborg Nézőszám: 5020 Játékvezetők: Elíasson, Pálsson (ISL) |
| 2021. november 24. 18:45 | Læsø 9  | (17–16)     | Ekberg 7 | Gigantium, Aalborg Nézőszám: 5020 Játékvezetők: Elíasson, Pálsson (ISL) |
| 2021. november 24. 18:45 | 4× 1×   | Jegyzőkönyv | 3× 2×    | Gigantium, Aalborg Nézőszám: 5020 Játékvezetők: Elíasson, Pálsson (ISL) |

| 2021. november 24. 20:45 | RK Zagreb | 31–24       | Meskov Breszt | Arena Zagreb, Zágráb Nézőszám: 340 Játékvezetők: Santos, Fonseca (POR) |
| 2021. november 24. 20:45 | Čupić 8   | (14–14)     | Malus 6       | Arena Zagreb, Zágráb Nézőszám: 340 Játékvezetők: Santos, Fonseca (POR) |
| 2021. november 24. 20:45 | 2× 1×     | Jegyzőkönyv | 4× 1×         | Arena Zagreb, Zágráb Nézőszám: 340 Játékvezetők: Santos, Fonseca (POR) |

| 2021. november 24. 20:45 | Montpellier | 39–32       | Elverum Håndball | Sud de France Arena, Montpellier Nézőszám: 2900 Játékvezetők: Bíró, Kiss (HUN) |
| 2021. november 24. 20:45 | Descat 11   | (19–16)     | Grøndahl 8       | Sud de France Arena, Montpellier Nézőszám: 2900 Játékvezetők: Bíró, Kiss (HUN) |
| 2021. november 24. 20:45 | 2×          | Jegyzőkönyv | 1×               | Sud de France Arena, Montpellier Nézőszám: 2900 Játékvezetők: Bíró, Kiss (HUN) |

| 2021. november 25. 20:45 | Vardar Szkopje    | 27–30       | Pick Szeged | Jane Sandanski Arena, Szkopje Nézőszám: 2500 Játékvezetők: Stark, Stefan (ROU) |
| 2021. november 25. 20:45 | Gyibirov, Gadža 5 | (9–16)      | Šoštarič 7  | Jane Sandanski Arena, Szkopje Nézőszám: 2500 Játékvezetők: Stark, Stefan (ROU) |
| 2021. november 25. 20:45 | 5× 1×             | Jegyzőkönyv | 3×          | Jane Sandanski Arena, Szkopje Nézőszám: 2500 Játékvezetők: Stark, Stefan (ROU) |

| 2021. december 1. 18:45 | Aalborg | 34–30       | Pick Szeged | Gigantium, Aalborg Nézőszám: 450 Játékvezetők: Santos, Fonseca (POR) |
| 2021. december 1. 18:45 | Læsø 9  | (16–14)     | Šoštarič 7  | Gigantium, Aalborg Nézőszám: 450 Játékvezetők: Santos, Fonseca (POR) |
| 2021. december 1. 18:45 | 4× 1×   | Jegyzőkönyv | 4× 1×       | Gigantium, Aalborg Nézőszám: 450 Játékvezetők: Santos, Fonseca (POR) |

| 2021. december 1. 18:45 | Elverum Håndball | 32–33       | Meskov Breszt | Terningen Arena, Elverum Nézőszám: 1604 Játékvezetők: Brunner, Salah (SUI) |
| 2021. december 1. 18:45 | Grøndahl 8       | (15–17)     | Vajlupav 8    | Terningen Arena, Elverum Nézőszám: 1604 Játékvezetők: Brunner, Salah (SUI) |
| 2021. december 1. 18:45 | 4× 1×            | Jegyzőkönyv | 7× 1×         | Terningen Arena, Elverum Nézőszám: 1604 Játékvezetők: Brunner, Salah (SUI) |

| 2021. december 1. 20:45 | Montpellier | 24–23       | RK Zagreb | Sud de France Arena, Montpellier Nézőszám: 2800 Játékvezetők: Pavićević, Ražnatović (MNE) |
| 2021. december 1. 20:45 | Wallinius 5 | (14–12)     | Čupić 5   | Sud de France Arena, Montpellier Nézőszám: 2800 Játékvezetők: Pavićević, Ražnatović (MNE) |
| 2021. december 1. 20:45 | 5× 1×       | Jegyzőkönyv | 5× 1×     | Sud de France Arena, Montpellier Nézőszám: 2800 Játékvezetők: Pavićević, Ražnatović (MNE) |

| 2021. december 2. 20:45 | THW Kiel  | 32–30       | Vardar Szkopje | Sparkassen-Arena, Kiel Nézőszám: 4711 Játékvezetők: Martins, Martins (POR) |
| 2021. december 2. 20:45 | Sagosen 8 | (18–16)     | Kuduz 9        | Sparkassen-Arena, Kiel Nézőszám: 4711 Játékvezetők: Martins, Martins (POR) |
| 2021. december 2. 20:45 | 1×        | Jegyzőkönyv | 3×             | Sparkassen-Arena, Kiel Nézőszám: 4711 Játékvezetők: Martins, Martins (POR) |

| 2021. december 8. 18:45 | Elverum Håndball | 28–34       | Aalborg           | Terningen Arena, Elverum Nézőszám: 1513 Játékvezetők: Marín, García (ESP) |
| 2021. december 8. 18:45 | Máthé 7          | (12–16)     | Claar, Björnsen 6 | Terningen Arena, Elverum Nézőszám: 1513 Játékvezetők: Marín, García (ESP) |
| 2021. december 8. 18:45 | 5× 2×            | Jegyzőkönyv | 2×                | Terningen Arena, Elverum Nézőszám: 1513 Játékvezetők: Marín, García (ESP) |

| 2021. december 8. 18:45 | Meskov Breszt | 31–31       | Montpellier | Universal Sports Complex Victoria, Breszt Nézőszám: 1120 Játékvezetők: Nikolić, Stojković (SRB) |
| 2021. december 8. 18:45 | Vajlupav 9    | (17–18)     | Pellas 13   | Universal Sports Complex Victoria, Breszt Nézőszám: 1120 Játékvezetők: Nikolić, Stojković (SRB) |
| 2021. december 8. 18:45 | 5× 2×         | Jegyzőkönyv | 5× 2×       | Universal Sports Complex Victoria, Breszt Nézőszám: 1120 Játékvezetők: Nikolić, Stojković (SRB) |

| 2021. december 8. 20:45 | RK Zagreb | 23–22       | Vardar Szkopje   | Sutinska Vrela, Zágráb Nézőszám: 350 Játékvezetők: Mažeika, Gatelis (LTU) |
| 2021. december 8. 20:45 | Čupić 5   | (14–12)     | Toto, Gyibirov 4 | Sutinska Vrela, Zágráb Nézőszám: 350 Játékvezetők: Mažeika, Gatelis (LTU) |
| 2021. december 8. 20:45 | 3× 4×     | Jegyzőkönyv | 4× 2× 1×         | Sutinska Vrela, Zágráb Nézőszám: 350 Játékvezetők: Mažeika, Gatelis (LTU) |

| 2021. december 9. 20:45 | Pick Szeged | 30–26       | THW Kiel           | Pick Aréna, Szeged Nézőszám: 8300 Játékvezetők: Nikolov, Nachevski (MKD) |
| 2021. december 9. 20:45 | Bánhidi 6   | (19–13)     | Reinkind, Ekberg 5 | Pick Aréna, Szeged Nézőszám: 8300 Játékvezetők: Nikolov, Nachevski (MKD) |
| 2021. december 9. 20:45 | 3× 1×       | Jegyzőkönyv | 3× 1×              | Pick Aréna, Szeged Nézőszám: 8300 Játékvezetők: Nikolov, Nachevski (MKD) |

| 2022. február 16. 18:45 | Meskov Breszt | 30–33       | Aalborg | Universal Sports Complex Victoria, Breszt Nézőszám: 1150 Játékvezetők: Brkic, Jusufhodzic (AUT) |
| 2022. február 16. 18:45 | Skube 8       | (15–17)     | Claar 7 | Universal Sports Complex Victoria, Breszt Nézőszám: 1150 Játékvezetők: Brkic, Jusufhodzic (AUT) |
| 2022. február 16. 18:45 | 4× 1×         | Jegyzőkönyv | 5× 1×   | Universal Sports Complex Victoria, Breszt Nézőszám: 1150 Játékvezetők: Brkic, Jusufhodzic (AUT) |

| 2022. február 16. 18:45 | Montpellier | 25–28       | Vardar Szkopje | Sud de France Arena, Montpellier Nézőszám: 2800 Játékvezetők: Kurtagic, Wetterwik (SWE) |
| 2022. február 16. 18:45 | Descat 7    | (10–14)     | Nyokas 5       | Sud de France Arena, Montpellier Nézőszám: 2800 Játékvezetők: Kurtagic, Wetterwik (SWE) |
| 2022. február 16. 18:45 | 2× 1×       | Jegyzőkönyv | 2× 1×          | Sud de France Arena, Montpellier Nézőszám: 2800 Játékvezetők: Kurtagic, Wetterwik (SWE) |

| 2022. február 16. 18:45 | Elverum Håndball | 30–31       | THW Kiel  | Terningen Arena, Elverum Nézőszám: 8532 Játékvezetők: Santos, Fonseca (POR) |
| 2022. február 16. 18:45 | Johansson 8      | (15–14)     | Sagosen 6 | Terningen Arena, Elverum Nézőszám: 8532 Játékvezetők: Santos, Fonseca (POR) |
| 2022. február 16. 18:45 | 4× 1×            | Jegyzőkönyv | 7×        | Terningen Arena, Elverum Nézőszám: 8532 Játékvezetők: Santos, Fonseca (POR) |

| 2022. február 16. 20:45 | RK Zagreb   | 26–24       | Pick Szeged | Arena Zagreb, Zágráb Nézőszám: 425 Játékvezetők: Erdoğan, Özdeniz (TUR) |
| 2022. február 16. 20:45 | Obranović 7 | (14–10)     | Martins 5   | Arena Zagreb, Zágráb Nézőszám: 425 Játékvezetők: Erdoğan, Özdeniz (TUR) |
| 2022. február 16. 20:45 | 2× 1×       | Jegyzőkönyv | 1× 1×       | Arena Zagreb, Zágráb Nézőszám: 425 Játékvezetők: Erdoğan, Özdeniz (TUR) |

| 2022. február 23. 18:45 | Aalborg | 32–27       | Elverum Håndball | Gigantium, Aalborg Nézőszám: 4384 Játékvezetők: Mažeika, Gatelis (LTU) |
| 2022. február 23. 18:45 | Claar 6 | (14–13)     | Heldal 8         | Gigantium, Aalborg Nézőszám: 4384 Játékvezetők: Mažeika, Gatelis (LTU) |
| 2022. február 23. 18:45 | 2× 1×   | Jegyzőkönyv | 4×               | Gigantium, Aalborg Nézőszám: 4384 Játékvezetők: Mažeika, Gatelis (LTU) |

| 2022. február 23. 20:45 | THW Kiel   | 35–26       | Montpellier | Sparkassen-Arena, Kiel Nézőszám: 3435 Játékvezetők: Lah, Sok (SLO) |
| 2022. február 23. 20:45 | Weinhold 5 | (19–13)     | Descat 6    | Sparkassen-Arena, Kiel Nézőszám: 3435 Játékvezetők: Lah, Sok (SLO) |
| 2022. február 23. 20:45 | 3×         | Jegyzőkönyv | 1× 1×       | Sparkassen-Arena, Kiel Nézőszám: 3435 Játékvezetők: Lah, Sok (SLO) |

| 2022. február 23. 20:45 | Vardar Szkopje    | 20–19       | RK Zagreb  | Jane Sandanski Arena, Szkopje Nézőszám: 2200 Játékvezetők: Horáček, Novotný (CZE) |
| 2022. február 23. 20:45 | Nyokas, Taleski 4 | (11–9)      | Leimeter 4 | Jane Sandanski Arena, Szkopje Nézőszám: 2200 Játékvezetők: Horáček, Novotný (CZE) |
| 2022. február 23. 20:45 | 4×                | Jegyzőkönyv | 3× 1×      | Jane Sandanski Arena, Szkopje Nézőszám: 2200 Játékvezetők: Horáček, Novotný (CZE) |

| 2022. február 24. 18:45 | Pick Szeged | 28–26       | Meskov Breszt | Pick Aréna, Szeged Nézőszám: 3400 Játékvezetők: Marín, García (ESP) |
| 2022. február 24. 18:45 | Bánhidi 8   | (16–14)     | Sretenović 7  | Pick Aréna, Szeged Nézőszám: 3400 Játékvezetők: Marín, García (ESP) |
| 2022. február 24. 18:45 | 5×          | Jegyzőkönyv | 2× 2×         | Pick Aréna, Szeged Nézőszám: 3400 Játékvezetők: Marín, García (ESP) |

| 2022. március 2. 18:45 | Meskov Breszt | – | Vardar Szkopje | Universal Sports Complex Victoria, Breszt |
| 2022. március 2. 18:45 |               |   |                | Universal Sports Complex Victoria, Breszt |
| 2022. március 2. 18:45 | Jegyzőkönyv   |   |                | Universal Sports Complex Victoria, Breszt |

| 2022. március 2. 18:45 | Elverum Håndball | – | Pick Szeged | Terningen Arena, Elverum |
| 2022. március 2. 18:45 |                  |   |             | Terningen Arena, Elverum |
| 2022. március 2. 18:45 | Jegyzőkönyv      |   |             | Terningen Arena, Elverum |

| 2022. március 2. 20:45 | Montpellier | – | Aalborg | Sud de France Arena, Montpellier |
| 2022. március 2. 20:45 |             |   |         | Sud de France Arena, Montpellier |
| 2022. március 2. 20:45 | Jegyzőkönyv |   |         | Sud de France Arena, Montpellier |

| 2022. március 3. 20:45 | RK Zagreb   | – | THW Kiel | Arena Zagreb, Zágráb |
| 2022. március 3. 20:45 |             |   |          | Arena Zagreb, Zágráb |
| 2022. március 3. 20:45 | Jegyzőkönyv |   |          | Arena Zagreb, Zágráb |

| 2022. március 9. 18:45 | Aalborg     | – | RK Zagreb | Gigantium, Aalborg |
| 2022. március 9. 18:45 |             |   |           | Gigantium, Aalborg |
| 2022. március 9. 18:45 | Jegyzőkönyv |   |           | Gigantium, Aalborg |

| 2022. március 9. 20:45 | Vardar Szkopje | – | Elverum Håndball | Jane Sandanski Arena, Szkopje |
| 2022. március 9. 20:45 |                |   |                  | Jane Sandanski Arena, Szkopje |
| 2022. március 9. 20:45 | Jegyzőkönyv    |   |                  | Jane Sandanski Arena, Szkopje |

| 2022. március 10. 18:45 | Pick Szeged | – | Montpellier | Pick Aréna, Szeged |
| 2022. március 10. 18:45 |             |   |             | Pick Aréna, Szeged |
| 2022. március 10. 18:45 | Jegyzőkönyv |   |             | Pick Aréna, Szeged |

| 2022. március 10. 18:45 | THW Kiel    | – | Meskov Breszt | Sparkassen-Arena, Kiel |
| 2022. március 10. 18:45 |             |   |               | Sparkassen-Arena, Kiel |
| 2022. március 10. 18:45 | Jegyzőkönyv |   |               | Sparkassen-Arena, Kiel |

### B csoport
| #  | Csapat              | M  | Gy | D | V | G+  | G–  | Gk  | P  |
| -- | ------------------- | -- | -- | - | - | --- | --- | --- | -- |
| 1. | Vive Tauron Kielce  | 12 | 9  | 0 | 3 | 382 | 351 | +31 | 18 |
| 2. | FC Barcelona        | 12 | 7  | 2 | 3 | 381 | 347 | +34 | 16 |
| 3. | Paris Saint-Germain | 11 | 6  | 2 | 3 | 364 | 325 | +39 | 14 |
| 4. | Telekom Veszprém KC | 12 | 6  | 1 | 5 | 374 | 351 | +23 | 13 |
| 5. | Flensburg-Handewitt | 12 | 4  | 1 | 7 | 333 | 346 | –13 | 9  |
| 6. | Motor Zaporizzsja   | 11 | 4  | 0 | 7 | 312 | 341 | –29 | 8  |
| 7. | Dinamo București    | 12 | 4  | 0 | 8 | 355 | 397 | –42 | 8  |
| 8. | Porto               | 12 | 3  | 2 | 7 | 339 | 382 | –43 | 8  |

| 2021. szeptember 15. 18:45 | Telekom Veszprém KC | 34–31       | Paris Saint-Germain | Veszprém Aréna, Veszprém Nézőszám: 4600 Játékvezetők: Gubica, Milošević (CRO) |
| 2021. szeptember 15. 18:45 | Jahja 10            | (13–17)     | Hansen 7            | Veszprém Aréna, Veszprém Nézőszám: 4600 Játékvezetők: Gubica, Milošević (CRO) |
| 2021. szeptember 15. 18:45 | 5× 1×               | Jegyzőkönyv | 3×                  | Veszprém Aréna, Veszprém Nézőszám: 4600 Játékvezetők: Gubica, Milošević (CRO) |

| 2021. szeptember 15. 18:45 | Dinamo București | 32–29       | Vive Tauron Kielce | Dinamo Polyvalent Hall, Bukarest Nézőszám: 1700 Játékvezetők: Hansen, Madsen (DEN) |
| 2021. szeptember 15. 18:45 | Nantes 11        | (16–12)     | Moryto 7           | Dinamo Polyvalent Hall, Bukarest Nézőszám: 1700 Játékvezetők: Hansen, Madsen (DEN) |
| 2021. szeptember 15. 18:45 | 5× 1×            | Jegyzőkönyv | 4×                 | Dinamo Polyvalent Hall, Bukarest Nézőszám: 1700 Játékvezetők: Hansen, Madsen (DEN) |

| 2021. szeptember 15. 18:45 | Motor Zaporizzsja | 30–27       | Porto   | Yunost Sport Hall, Zaporizzsja Nézőszám: 1950 Játékvezetők: Pavićević, Ražnatović (MNE) |
| 2021. szeptember 15. 18:45 | Bohan 8           | (15–10)     | Areia 6 | Yunost Sport Hall, Zaporizzsja Nézőszám: 1950 Játékvezetők: Pavićević, Ražnatović (MNE) |
| 2021. szeptember 15. 18:45 | 1× 1×             | Jegyzőkönyv | 2× 3×   | Yunost Sport Hall, Zaporizzsja Nézőszám: 1950 Játékvezetők: Pavićević, Ražnatović (MNE) |

| 2021. szeptember 15. 20:45 | Flensburg-Handewitt | 21–25       | FC Barcelona | Flens Arena, Flensburg Nézőszám: 2066 Játékvezetők: Brunner, Salah (SUI) |
| 2021. szeptember 15. 20:45 | Wanne 6             | (10–13)     | Mem 7        | Flens Arena, Flensburg Nézőszám: 2066 Játékvezetők: Brunner, Salah (SUI) |
| 2021. szeptember 15. 20:45 | 1× 1×               | Jegyzőkönyv | 3× 1×        | Flens Arena, Flensburg Nézőszám: 2066 Játékvezetők: Brunner, Salah (SUI) |

| 2021. szeptember 23. 18:45 | Vive Tauron Kielce | 32–29       | Telekom Veszprém KC | Hala Legionów, Kielce Nézőszám: 4100 Játékvezetők: Kurtagic, Wetterwik (SWE) |
| 2021. szeptember 23. 18:45 | Dujsebajev 7       | (17–12)     | Nenadić 10          | Hala Legionów, Kielce Nézőszám: 4100 Játékvezetők: Kurtagic, Wetterwik (SWE) |
| 2021. szeptember 23. 18:45 | 4× 2× 1×           | Jegyzőkönyv | 5×                  | Hala Legionów, Kielce Nézőszám: 4100 Játékvezetők: Kurtagic, Wetterwik (SWE) |

| 2021. szeptember 23. 18:45 | FC Barcelona | 36–25       | Motor Zaporizzsja | Palau Blaugrana, Barcelona Nézőszám: 487 Játékvezetők: Madsen, Mortensen (DEN) |
| 2021. szeptember 23. 18:45 | Mem 8        | (16–13)     | Puhovszki 6       | Palau Blaugrana, Barcelona Nézőszám: 487 Játékvezetők: Madsen, Mortensen (DEN) |
| 2021. szeptember 23. 18:45 | 2×           | Jegyzőkönyv | 4× 1×             | Palau Blaugrana, Barcelona Nézőszám: 487 Játékvezetők: Madsen, Mortensen (DEN) |

| 2021. szeptember 23. 20:45 | Paris Saint-Germain | 41–30       | Dinamo București | Halle Georges Carpentier, Párizs Nézőszám: 2421 Játékvezetők: Bíró, Kiss (HUN) |
| 2021. szeptember 23. 20:45 | Solé 6              | (21–11)     | Sorhaindo 9      | Halle Georges Carpentier, Párizs Nézőszám: 2421 Játékvezetők: Bíró, Kiss (HUN) |
| 2021. szeptember 23. 20:45 | 2×                  | Jegyzőkönyv | 5× 1×            | Halle Georges Carpentier, Párizs Nézőszám: 2421 Játékvezetők: Bíró, Kiss (HUN) |

| 2021. szeptember 23. 20:45 | Porto    | 28–27       | Flensburg-Handewitt | Dragão Caixa, Porto Nézőszám: 695 Játékvezetők: Nikolov, Nachevski (MKD) |
| 2021. szeptember 23. 20:45 | Salina 6 | (13–12)     | Wanne 8             | Dragão Caixa, Porto Nézőszám: 695 Játékvezetők: Nikolov, Nachevski (MKD) |
| 2021. szeptember 23. 20:45 | 4× 1×    | Jegyzőkönyv | 2× 1×               | Dragão Caixa, Porto Nézőszám: 695 Játékvezetők: Nikolov, Nachevski (MKD) |

| 2021. szeptember 29. 18:45 | Motor Zaporizzsja | 25–26       | Vive Tauron Kielce | Yunost Sport Hall, Zaporizzsja Nézőszám: 1900 Játékvezetők: Mažeika, Gatelis (LTU) |
| 2021. szeptember 29. 18:45 | Malašinskas 9     | (13–14)     | négy játékos 4     | Yunost Sport Hall, Zaporizzsja Nézőszám: 1900 Játékvezetők: Mažeika, Gatelis (LTU) |
| 2021. szeptember 29. 18:45 | 8× 2×             | Jegyzőkönyv | 3× 1×              | Yunost Sport Hall, Zaporizzsja Nézőszám: 1900 Játékvezetők: Mažeika, Gatelis (LTU) |

| 2021. szeptember 29. 18:45 | Telekom Veszprém KC | 29–28       | FC Barcelona    | Veszprém Aréna, Veszprém Nézőszám: 5089 Játékvezetők: Horáček, Novotný (CZE) |
| 2021. szeptember 29. 18:45 | Marguč 8            | (16–12)     | három játékos 5 | Veszprém Aréna, Veszprém Nézőszám: 5089 Játékvezetők: Horáček, Novotný (CZE) |
| 2021. szeptember 29. 18:45 | 6× 3×               | Jegyzőkönyv | 3× 1×           | Veszprém Aréna, Veszprém Nézőszám: 5089 Játékvezetők: Horáček, Novotný (CZE) |

| 2021. szeptember 29. 20:45 | Flensburg-Handewitt | 27–27       | Paris Saint-Germain | Flens Arena, Flensburg Nézőszám: 2400 Játékvezetők: Hansen, Madsen (DEN) |
| 2021. szeptember 29. 20:45 | Wanne 7             | (14–13)     | Hansen 6            | Flens Arena, Flensburg Nézőszám: 2400 Játékvezetők: Hansen, Madsen (DEN) |
| 2021. szeptember 29. 20:45 | 2× 2×               | Jegyzőkönyv | 4×                  | Flens Arena, Flensburg Nézőszám: 2400 Játékvezetők: Hansen, Madsen (DEN) |

| 2021. szeptember 30. 18:45 | Dinamo București | 26–27       | Porto             | Dinamo Polyvalent Hall, Bukarest Nézőszám: 1250 Játékvezetők: Brunner, Salah (SUI) |
| 2021. szeptember 30. 18:45 | öt játékos 3     | (14–15)     | Alves, Iturriza 5 | Dinamo Polyvalent Hall, Bukarest Nézőszám: 1250 Játékvezetők: Brunner, Salah (SUI) |
| 2021. szeptember 30. 18:45 | 3×               | Jegyzőkönyv | 4× 1×             | Dinamo Polyvalent Hall, Bukarest Nézőszám: 1250 Játékvezetők: Brunner, Salah (SUI) |

| 2021. október 13. 20:45 | Vive Tauron Kielce | 37–29       | Flensburg-Handewitt | Hala Legionów, Kielce Nézőszám: 3800 Játékvezetők: Lah, Sok (SLO) |
| 2021. október 13. 20:45 | Sićko 9            | (21–16)     | Mensing 9           | Hala Legionów, Kielce Nézőszám: 3800 Játékvezetők: Lah, Sok (SLO) |
| 2021. október 13. 20:45 | 3×                 | Jegyzőkönyv | 3× 2×               | Hala Legionów, Kielce Nézőszám: 3800 Játékvezetők: Lah, Sok (SLO) |

| 2021. október 14. 20:45 | Paris Saint-Germain | 40–32       | Motor Zaporizzsja | Halle Georges Carpentier, Párizs Nézőszám: 2000 Játékvezetők: Pandžić, Mošorinski (SRB) |
| 2021. október 14. 20:45 | Hansen 6            | (19–14)     | Kozakevics 7      | Halle Georges Carpentier, Párizs Nézőszám: 2000 Játékvezetők: Pandžić, Mošorinski (SRB) |
| 2021. október 14. 20:45 | 4× 1×               | Jegyzőkönyv | 5× 2×             | Halle Georges Carpentier, Párizs Nézőszám: 2000 Játékvezetők: Pandžić, Mošorinski (SRB) |

| 2021. október 14. 20:45 | FC Barcelona | 36–32       | Dinamo București   | Palau Blaugrana, Barcelona Nézőszám: 1018 Játékvezetők: Bonaventura, Bonaventura (FRA) |
| 2021. október 14. 20:45 | Mem 12       | (19–14)     | Ghionea, Pascual 9 | Palau Blaugrana, Barcelona Nézőszám: 1018 Játékvezetők: Bonaventura, Bonaventura (FRA) |
| 2021. október 14. 20:45 | 2×           | Jegyzőkönyv | 4× 1×              | Palau Blaugrana, Barcelona Nézőszám: 1018 Játékvezetők: Bonaventura, Bonaventura (FRA) |

| 2021. október 14. 20:45 | Porto   | 23–30       | Telekom Veszprém KC | Dragão Caixa, Porto Nézőszám: 1486 Játékvezetők: Baumgart, Wild (GER) |
| 2021. október 14. 20:45 | Silva 6 | (10–16)     | Nenadić 8           | Dragão Caixa, Porto Nézőszám: 1486 Játékvezetők: Baumgart, Wild (GER) |
| 2021. október 14. 20:45 | 1× 1×   | Jegyzőkönyv | 2× 1×               | Dragão Caixa, Porto Nézőszám: 1486 Játékvezetők: Baumgart, Wild (GER) |

| 2021. október 20. 18:45 | Vive Tauron Kielce | 39–33       | Porto       | Hala Legionów, Kielce Nézőszám: 4100 Játékvezetők: Gubica, Milošević (CRO) |
| 2021. október 20. 18:45 | Guðjónsson 10      | (21–17)     | Slišković 7 | Hala Legionów, Kielce Nézőszám: 4100 Játékvezetők: Gubica, Milošević (CRO) |
| 2021. október 20. 18:45 | 4×                 | Jegyzőkönyv | 8× 1×       | Hala Legionów, Kielce Nézőszám: 4100 Játékvezetők: Gubica, Milošević (CRO) |

| 2021. október 21. 18:45 | Telekom Veszprém KC | 28–23       | Flensburg-Handewitt | Veszprém Aréna, Veszprém Nézőszám: 5000 Játékvezetők: Brkic, Jusufhodzic (AUT) |
| 2021. október 21. 18:45 | Štrlek 7            | (14–8)      | Einarsson 5         | Veszprém Aréna, Veszprém Nézőszám: 5000 Játékvezetők: Brkic, Jusufhodzic (AUT) |
| 2021. október 21. 18:45 | 1×                  | Jegyzőkönyv | 4× 1×               | Veszprém Aréna, Veszprém Nézőszám: 5000 Játékvezetők: Brkic, Jusufhodzic (AUT) |

| 2021. október 21. 18:45 | Motor Zaporizzsja     | 28–27       | Dinamo București | Yunost Sport Hall, Zaporizzsja Nézőszám: 500 Játékvezetők: Nikolov, Nachevski (MKD) |
| 2021. október 21. 18:45 | Deniszov, Puhovszki 5 | (13–13)     | Ghionea 8        | Yunost Sport Hall, Zaporizzsja Nézőszám: 500 Játékvezetők: Nikolov, Nachevski (MKD) |
| 2021. október 21. 18:45 | 1×                    | Jegyzőkönyv | 4× 2×            | Yunost Sport Hall, Zaporizzsja Nézőszám: 500 Játékvezetők: Nikolov, Nachevski (MKD) |

| 2021. október 21. 20:45 | FC Barcelona | 30–27       | Paris Saint-Germain | Palau Blaugrana, Barcelona Nézőszám: 2451 Játékvezetők: Schulze, Tönnies (GER) |
| 2021. október 21. 20:45 | Mem 7        | (13–13)     | Hansen 7            | Palau Blaugrana, Barcelona Nézőszám: 2451 Játékvezetők: Schulze, Tönnies (GER) |
| 2021. október 21. 20:45 | 5× 1×        | Jegyzőkönyv | 1× 1×               | Palau Blaugrana, Barcelona Nézőszám: 2451 Játékvezetők: Schulze, Tönnies (GER) |

| 2021. október 27. 18:45 | Vive Tauron Kielce | 38–33       | Paris Saint-Germain | Hala Legionów, Kielce Nézőszám: 4000 Játékvezetők: Pavićević, Ražnatović (MNE) |
| 2021. október 27. 18:45 | Nahi, Sićko 6      | (19–14)     | Hansen 8            | Hala Legionów, Kielce Nézőszám: 4000 Játékvezetők: Pavićević, Ražnatović (MNE) |
| 2021. október 27. 18:45 | 6×                 | Jegyzőkönyv | 5× 2×               | Hala Legionów, Kielce Nézőszám: 4000 Játékvezetők: Pavićević, Ražnatović (MNE) |

| 2021. október 28. 18:45 | Dinamo București | 31–29       | Telekom Veszprém KC | Dinamo Polyvalent Hall, Bukarest Nézőszám: 100 Játékvezetők: Nikolić, Stojković (SRB) |
| 2021. október 28. 18:45 | Ghionea 8        | (14–13)     | Nenadić 9           | Dinamo Polyvalent Hall, Bukarest Nézőszám: 100 Játékvezetők: Nikolić, Stojković (SRB) |
| 2021. október 28. 18:45 | 7× 1×            | Jegyzőkönyv | 4× 3× 1×            | Dinamo Polyvalent Hall, Bukarest Nézőszám: 100 Játékvezetők: Nikolić, Stojković (SRB) |

| 2021. október 28. 20:45 | Porto       | 33–33       | FC Barcelona | Dragão Caixa, Porto Nézőszám: 1792 Játékvezetők: Hansen, Madsen (DEN) |
| 2021. október 28. 20:45 | Slišković 7 | (17–14)     | Gómez 11     | Dragão Caixa, Porto Nézőszám: 1792 Játékvezetők: Hansen, Madsen (DEN) |
| 2021. október 28. 20:45 | 5×          | Jegyzőkönyv | 1×           | Dragão Caixa, Porto Nézőszám: 1792 Játékvezetők: Hansen, Madsen (DEN) |

| 2021. október 28. 20:45 | Flensburg-Handewitt | 34–27       | Motor Zaporizzsja | Flens Arena, Flensburg Nézőszám: 1234 Játékvezetők: Kurtagic, Wetterwik (SWE) |
| 2021. október 28. 20:45 | Wanne 8             | (13–11)     | Bohan 7           | Flens Arena, Flensburg Nézőszám: 1234 Játékvezetők: Kurtagic, Wetterwik (SWE) |
| 2021. október 28. 20:45 | 5× 1×               | Jegyzőkönyv | 7× 1×             | Flens Arena, Flensburg Nézőszám: 1234 Játékvezetők: Kurtagic, Wetterwik (SWE) |

| 2021. november 17. 18:45 | Motor Zaporizzsja  | 29–27       | Telekom Veszprém KC | Yunost Sport Hall, Zaporizzsja Nézőszám: 1100 Játékvezetők: Jurinović, Mrvica (CRO) |
| 2021. november 17. 18:45 | Deniszov, Horiha 6 | (14–12)     | Mahé 6              | Yunost Sport Hall, Zaporizzsja Nézőszám: 1100 Játékvezetők: Jurinović, Mrvica (CRO) |
| 2021. november 17. 18:45 | 3× 1×              | Jegyzőkönyv | 4× 1×               | Yunost Sport Hall, Zaporizzsja Nézőszám: 1100 Játékvezetők: Jurinović, Mrvica (CRO) |

| 2021. november 17. 20:45 | Flensburg-Handewitt | 37–30       | Dinamo București | Flens Arena, Flensburg Nézőszám: 1277 Játékvezetők: Marín, García (ESP) |
| 2021. november 17. 20:45 | Wanne 8             | (14–14)     | Ghionea 8        | Flens Arena, Flensburg Nézőszám: 1277 Játékvezetők: Marín, García (ESP) |
| 2021. november 17. 20:45 | 3× 2×               | Jegyzőkönyv | 1× 1×            | Flens Arena, Flensburg Nézőszám: 1277 Játékvezetők: Marín, García (ESP) |

| 2021. november 18. 20:45 | Paris Saint-Germain | 33–19       | Porto      | Halle Georges Carpentier, Párizs Nézőszám: 2383 Játékvezetők: Mažeika, Gatelis (LTU) |
| 2021. november 18. 20:45 | Syprzak 8           | (18–4)      | Iturriza 5 | Halle Georges Carpentier, Párizs Nézőszám: 2383 Játékvezetők: Mažeika, Gatelis (LTU) |
| 2021. november 18. 20:45 | 2×                  | Jegyzőkönyv | 3×         | Halle Georges Carpentier, Párizs Nézőszám: 2383 Játékvezetők: Mažeika, Gatelis (LTU) |

| 2021. november 18. 20:45 | FC Barcelona     | 30–32       | Vive Tauron Kielce | Palau Blaugrana, Barcelona Nézőszám: 2480 Játékvezetők: Nikolov, Nachevski (MKD) |
| 2021. november 18. 20:45 | Mem, N’Guessan 7 | (16–19)     | Moryto 7           | Palau Blaugrana, Barcelona Nézőszám: 2480 Játékvezetők: Nikolov, Nachevski (MKD) |
| 2021. november 18. 20:45 | 1× 1×            | Jegyzőkönyv | 2× 1×              | Palau Blaugrana, Barcelona Nézőszám: 2480 Játékvezetők: Nikolov, Nachevski (MKD) |

| 2021. november 24. 18:45 | Vive Tauron Kielce | 29–27       | FC Barcelona | Hala Legionów, Kielce Nézőszám: 4200 Játékvezetők: Brkic, Jusufhodzic (AUT) |
| 2021. november 24. 18:45 | Dujsebajev 8       | (14–16)     | Ariño 5      | Hala Legionów, Kielce Nézőszám: 4200 Játékvezetők: Brkic, Jusufhodzic (AUT) |
| 2021. november 24. 18:45 | 2× 1×              | Jegyzőkönyv | 4× 2×        | Hala Legionów, Kielce Nézőszám: 4200 Játékvezetők: Brkic, Jusufhodzic (AUT) |

| 2021. november 25. 18:45 | Telekom Veszprém KC | 36–29       | Motor Zaporizzsja | Veszprém Aréna, Veszprém Nézőszám: 4000 Játékvezetők: Jørum, Kleven (NOR) |
| 2021. november 25. 18:45 | Marguč 9            | (18–13)     | Bohan 8           | Veszprém Aréna, Veszprém Nézőszám: 4000 Játékvezetők: Jørum, Kleven (NOR) |
| 2021. november 25. 18:45 | 3× 1×               | Jegyzőkönyv | 5× 1×             | Veszprém Aréna, Veszprém Nézőszám: 4000 Játékvezetők: Jørum, Kleven (NOR) |

| 2021. november 25. 18:45 | Dinamo București | 20–28       | Flensburg-Handewitt | Dinamo Polyvalent Hall, Bukarest Nézőszám: 0 Játékvezetők: Horáček, Novotný (CZE) |
| 2021. november 25. 18:45 | Shebib, Nantes 5 | (13–13)     | Mensing 8           | Dinamo Polyvalent Hall, Bukarest Nézőszám: 0 Játékvezetők: Horáček, Novotný (CZE) |
| 2021. november 25. 18:45 | 2× 1×            | Jegyzőkönyv | 4× 1×               | Dinamo Polyvalent Hall, Bukarest Nézőszám: 0 Játékvezetők: Horáček, Novotný (CZE) |

| 2021. november 25. 20:45 | Porto             | 30–39       | Paris Saint-Germain | Dragão Caixa, Porto Nézőszám: 1917 Játékvezetők: Mandák, Rudinský (SVK) |
| 2021. november 25. 20:45 | Cruz, Slišković 5 | (15–23)     | Syprzak 9           | Dragão Caixa, Porto Nézőszám: 1917 Játékvezetők: Mandák, Rudinský (SVK) |
| 2021. november 25. 20:45 | 5× 1×             | Jegyzőkönyv | 3× 1×               | Dragão Caixa, Porto Nézőszám: 1917 Játékvezetők: Mandák, Rudinský (SVK) |

| 2021. december 1. 18:45 | Motor Zaporizzsja | 31–22       | Flensburg-Handewitt | Yunost Sport Hall, Zaporizzsja Nézőszám: 1100 Játékvezetők: Bíró, Kiss (HUN) |
| 2021. december 1. 18:45 | Malašinskas 9     | (15–14)     | Jakobsen 8          | Yunost Sport Hall, Zaporizzsja Nézőszám: 1100 Játékvezetők: Bíró, Kiss (HUN) |
| 2021. december 1. 18:45 | 3×                | Jegyzőkönyv | 1× 1×               | Yunost Sport Hall, Zaporizzsja Nézőszám: 1100 Játékvezetők: Bíró, Kiss (HUN) |

| 2021. december 2. 18:45 | Telekom Veszprém KC | 47–32       | Dinamo București | Veszprém Aréna, Veszprém Nézőszám: 4300 Játékvezetők: Hansen, Madsen (DEN) |
| 2021. december 2. 18:45 | Jahja 8             | (22–15)     | Humet, Nantes 6  | Veszprém Aréna, Veszprém Nézőszám: 4300 Játékvezetők: Hansen, Madsen (DEN) |
| 2021. december 2. 18:45 | 4× 1×               | Jegyzőkönyv | 2×               | Veszprém Aréna, Veszprém Nézőszám: 4300 Játékvezetők: Hansen, Madsen (DEN) |

| 2021. december 2. 20:45 | FC Barcelona | 38–31       | Porto       | Palau Blaugrana, Barcelona Nézőszám: 1140 Játékvezetők: Kurtagic, Wetterwik (SWE) |
| 2021. december 2. 20:45 | Gómez 12     | (20–13)     | Magalhães 9 | Palau Blaugrana, Barcelona Nézőszám: 1140 Játékvezetők: Kurtagic, Wetterwik (SWE) |
| 2021. december 2. 20:45 | 2× 1×        | Jegyzőkönyv | 2×          | Palau Blaugrana, Barcelona Nézőszám: 1140 Játékvezetők: Kurtagic, Wetterwik (SWE) |

| 2021. december 2. 20:45 | Paris Saint-Germain | 32–27       | Vive Tauron Kielce | Halle Georges Carpentier, Párizs Nézőszám: 2843 Játékvezetők: Horáček, Novotný (CZE) |
| 2021. december 2. 20:45 | Hansen 7            | (16–14)     | Nahi, Sićko 5      | Halle Georges Carpentier, Párizs Nézőszám: 2843 Játékvezetők: Horáček, Novotný (CZE) |
| 2021. december 2. 20:45 | 7× 1×               | Jegyzőkönyv | 6× 1×              | Halle Georges Carpentier, Párizs Nézőszám: 2843 Játékvezetők: Horáček, Novotný (CZE) |

| 2021. december 9. 18:45 | Dinamo București | 33–29       | Motor Zaporizzsja    | Dinamo Polyvalent Hall, Bukarest Nézőszám: 2000 Játékvezetők: Gubica, Milošević (CRO) |
| 2021. december 9. 18:45 | Nantes 13        | (16–14)     | Malašinskas, Bohan 6 | Dinamo Polyvalent Hall, Bukarest Nézőszám: 2000 Játékvezetők: Gubica, Milošević (CRO) |
| 2021. december 9. 18:45 | 5× 1×            | Jegyzőkönyv | 5× 1×                | Dinamo Polyvalent Hall, Bukarest Nézőszám: 2000 Játékvezetők: Gubica, Milošević (CRO) |

| 2021. december 9. 20:45 | Paris Saint-Germain | 28–28       | FC Barcelona | Halle Georges Carpentier, Párizs Nézőszám: 2795 Játékvezetők: Lah, Sok (SLO) |
| 2021. december 9. 20:45 | Solé 8              | (17–15)     | Langaro 7    | Halle Georges Carpentier, Párizs Nézőszám: 2795 Játékvezetők: Lah, Sok (SLO) |
| 2021. december 9. 20:45 | 3×                  | Jegyzőkönyv | 3× 1×        | Halle Georges Carpentier, Párizs Nézőszám: 2795 Játékvezetők: Lah, Sok (SLO) |

| 2021. december 9. 20:45 | Porto  | 29–27       | Vive Tauron Kielce | Dragão Caixa, Porto Nézőszám: 608 Játékvezetők: Madsen, Mortensen (DEN) |
| 2021. december 9. 20:45 | Cruz 7 | (14–14)     | Karaljok 7         | Dragão Caixa, Porto Nézőszám: 608 Játékvezetők: Madsen, Mortensen (DEN) |
| 2021. december 9. 20:45 | 2× 1×  | Jegyzőkönyv | 2×                 | Dragão Caixa, Porto Nézőszám: 608 Játékvezetők: Madsen, Mortensen (DEN) |

| 2021. december 9. 20:45 | Flensburg-Handewitt | 30–27       | Telekom Veszprém KC | Flens Arena, Flensburg Nézőszám: 1703 Játékvezetők: Mandák, Rudinský (SVK) |
| 2021. december 9. 20:45 | Larsen 7            | (16–12)     | Marguč 6            | Flens Arena, Flensburg Nézőszám: 1703 Játékvezetők: Mandák, Rudinský (SVK) |
| 2021. december 9. 20:45 | 3× 1×               | Jegyzőkönyv | 5×                  | Flens Arena, Flensburg Nézőszám: 1703 Játékvezetők: Mandák, Rudinský (SVK) |

| 2022. február 16. 18:45 | Telekom Veszprém KC | 28–28       | Porto           | Veszprém Aréna, Veszprém Nézőszám: 4800 Játékvezetők: Nikolić, Stojković (SRB) |
| 2022. február 16. 18:45 | Mahé, Nenadić 6     | (15–15)     | három játékos 4 | Veszprém Aréna, Veszprém Nézőszám: 4800 Játékvezetők: Nikolić, Stojković (SRB) |
| 2022. február 16. 18:45 | 3× 2×               | Jegyzőkönyv | 4× 3×           | Veszprém Aréna, Veszprém Nézőszám: 4800 Játékvezetők: Nikolić, Stojković (SRB) |

| 2022. február 16. 20:45 | Flensburg-Handewitt | 25–33       | Vive Tauron Kielce | Flens Arena, Flensburg Nézőszám: 1075 Játékvezetők: Elíasson, Pálsson (ISL) |
| 2022. február 16. 20:45 | Jakobsen 6          | (12–14)     | Karačić 6          | Flens Arena, Flensburg Nézőszám: 1075 Játékvezetők: Elíasson, Pálsson (ISL) |
| 2022. február 16. 20:45 | 3× 1×               | Jegyzőkönyv | 2× 1×              | Flens Arena, Flensburg Nézőszám: 1075 Játékvezetők: Elíasson, Pálsson (ISL) |

| 2022. február 17. 18:45 | Dinamo București | 30–35       | FC Barcelona | Dinamo Polyvalent Hall, Bukarest Nézőszám: 1650 Játékvezetők: Pavićević, Ražnatović (MNE) |
| 2022. február 17. 18:45 | Shebib 9         | (15–17)     | Mem 9        | Dinamo Polyvalent Hall, Bukarest Nézőszám: 1650 Játékvezetők: Pavićević, Ražnatović (MNE) |
| 2022. február 17. 18:45 | 4×               | Jegyzőkönyv |              | Dinamo Polyvalent Hall, Bukarest Nézőszám: 1650 Játékvezetők: Pavićević, Ražnatović (MNE) |

| 2022. március 1. 20:45 | Motor Zaporizzsja | – | Paris Saint-Germain | Tatran Handball Arena, Eperjes |
| 2022. március 1. 20:45 |                   |   |                     | Tatran Handball Arena, Eperjes |
| 2022. március 1. 20:45 | Jegyzőkönyv       |   |                     | Tatran Handball Arena, Eperjes |

| 2022. február 23. 18:45 | Vive Tauron Kielce | 33–27       | Motor Zaporizzsja | Hala Legionów, Kielce Nézőszám: 4200 Játékvezetők: Hansen, Madsen (DEN) |
| 2022. február 23. 18:45 | Tournat 8          | (19–13)     | Horiha 5          | Hala Legionów, Kielce Nézőszám: 4200 Játékvezetők: Hansen, Madsen (DEN) |
| 2022. február 23. 18:45 | 2×                 | Jegyzőkönyv | 4×                | Hala Legionów, Kielce Nézőszám: 4200 Játékvezetők: Hansen, Madsen (DEN) |

| 2022. február 24. 20:45 | Paris Saint-Germain | 33–30       | Flensburg-Handewitt | Halle Georges Carpentier, Párizs Nézőszám: 2911 Játékvezetők: Nikolov, Nachevski (MKD) |
| 2022. február 24. 20:45 | Steins 7            | (17–13)     | Semper 7            | Halle Georges Carpentier, Párizs Nézőszám: 2911 Játékvezetők: Nikolov, Nachevski (MKD) |
| 2022. február 24. 20:45 | 3× 1×               | Jegyzőkönyv | 3× 1×               | Halle Georges Carpentier, Párizs Nézőszám: 2911 Játékvezetők: Nikolov, Nachevski (MKD) |

| 2022. február 24. 20:45 | FC Barcelona | 35–30       | Telekom Veszprém KC | Palau Blaugrana, Barcelona Nézőszám: 2579 Játékvezetők: Gubica, Milošević (CRO) |
| 2022. február 24. 20:45 | Mem 8        | (13–13)     | Jahja 7             | Palau Blaugrana, Barcelona Nézőszám: 2579 Játékvezetők: Gubica, Milošević (CRO) |
| 2022. február 24. 20:45 | 5×           | Jegyzőkönyv | 6×                  | Palau Blaugrana, Barcelona Nézőszám: 2579 Játékvezetők: Gubica, Milošević (CRO) |

| 2022. február 24. 20:45 | Porto       | 31–32       | Dinamo București | Dragão Caixa, Porto Nézőszám: 1091 Játékvezetők: Jørum, Kleven (NOR) |
| 2022. február 24. 20:45 | Magalhães 6 | (12–12)     | Pascual 6        | Dragão Caixa, Porto Nézőszám: 1091 Játékvezetők: Jørum, Kleven (NOR) |
| 2022. február 24. 20:45 | 2× 1×       | Jegyzőkönyv | 2× 1×            | Dragão Caixa, Porto Nézőszám: 1091 Játékvezetők: Jørum, Kleven (NOR) |

| 2022. március 2. 20:45 | Flensburg-Handewitt | – | Porto | Flens Arena, Flensburg |
| 2022. március 2. 20:45 |                     |   |       | Flens Arena, Flensburg |
| 2022. március 2. 20:45 | Jegyzőkönyv         |   |       | Flens Arena, Flensburg |

| 2022. március 3. 18:45 | Telekom Veszprém KC | – | Vive Tauron Kielce | Veszprém Aréna, Veszprém |
| 2022. március 3. 18:45 |                     |   |                    | Veszprém Aréna, Veszprém |
| 2022. március 3. 18:45 | Jegyzőkönyv         |   |                    | Veszprém Aréna, Veszprém |

| 2022. március 3. 18:45 | Dinamo București | – | Paris Saint-Germain | Dinamo Polyvalent Hall, Bukarest |
| 2022. március 3. 18:45 |                  |   |                     | Dinamo Polyvalent Hall, Bukarest |
| 2022. március 3. 18:45 | Jegyzőkönyv      |   |                     | Dinamo Polyvalent Hall, Bukarest |

| 2022. március 3. 18:45 | Motor Zaporizzsja | – | FC Barcelona | Tatran Handball Arena, Eperjes |
| 2022. március 3. 18:45 |                   |   |              | Tatran Handball Arena, Eperjes |
| 2022. március 3. 18:45 | Jegyzőkönyv       |   |              | Tatran Handball Arena, Eperjes |

| 2022. március 9. 18:45 | Vive Tauron Kielce | – | Dinamo București | Hala Legionów, Kielce |
| 2022. március 9. 18:45 |                    |   |                  | Hala Legionów, Kielce |
| 2022. március 9. 18:45 | Jegyzőkönyv        |   |                  | Hala Legionów, Kielce |

| 2022. március 10. 20:45 | Paris Saint-Germain | – | Telekom Veszprém KC | Halle Georges Carpentier, Párizs |
| 2022. március 10. 20:45 |                     |   |                     | Halle Georges Carpentier, Párizs |
| 2022. március 10. 20:45 | Jegyzőkönyv         |   |                     | Halle Georges Carpentier, Párizs |

| 2022. március 10. 20:45 | FC Barcelona | – | Flensburg-Handewitt | Palau Blaugrana, Barcelona |
| 2022. március 10. 20:45 |              |   |                     | Palau Blaugrana, Barcelona |
| 2022. március 10. 20:45 | Jegyzőkönyv  |   |                     | Palau Blaugrana, Barcelona |

| 2022. március 10. 20:45 | Porto       | – | Motor Zaporizzsja | Dragão Caixa, Porto |
| 2022. március 10. 20:45 |             |   |                   | Dragão Caixa, Porto |
| 2022. március 10. 20:45 | Jegyzőkönyv |   |                   | Dragão Caixa, Porto |